# Sugning

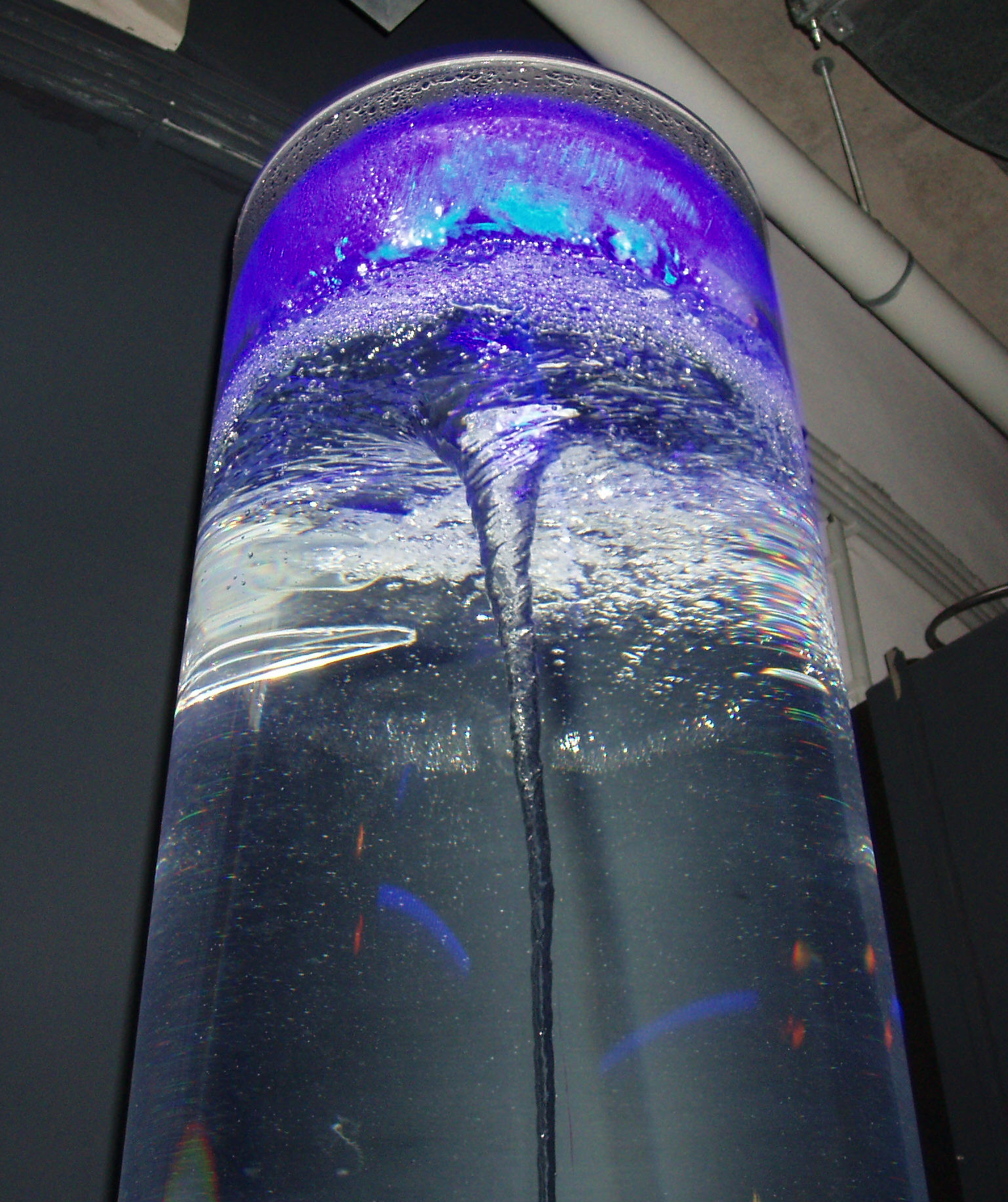
Sugverkan i en vätska

Sugning är då en fluid rör sig genom undertryck. I motsats till vad många tror, kommer krafterna som verkar i detta fall inte från sidan med lägre tryck (vakuumet), utan från sidan av det högre trycket.
När trycket i en del av ett fysiskt system reduceras i förhållande till en annan, kommer vätskan eller gasen i området med högre tryck att utöva en kraft i förhållande till området med sänkt tryck, kallad tryckgradientkraft. Om all gas eller vätska avlägsnas blir resultatet ett perfekt vakuum där trycket är noll. Följaktligen kan inga negativa tryckkrafter genereras och ur fysiksynpunkt sugs inte massan utan knuffas.

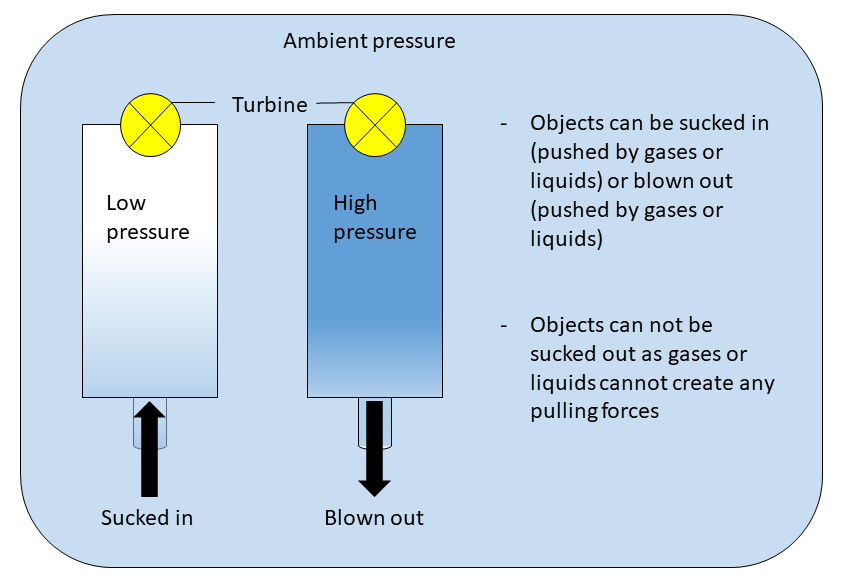
Gaser eller vätskor som rör sig längs en tryckgradient kan utöva krafter på föremål. Föremål kan endast tryckas av gaser eller vätskor. Den korrekta terminologin som används beror på om de trycks från en trycksatt zon mot omgivande tryck (utblåst) eller från omgivande tryck mot en lågtryckszon (sugs in). Gaser och vätskor kan inte generera dragkrafter på föremål..

## Exempel
Tryckreduktionen kan vara statisk, som i ett kolv- och cylinderarrangemang, eller dynamisk, som i fallet med en dammsugare när luftflödet resulterar i ett område med reducerat tryck.
När djuren andas orsakar diafragman och musklerna runt bröstkorgen en förändring av volymen i lungorna. Den ökade volymen av brösthålan minskar trycket inuti, vilket skapar en obalans med det omgivande lufttrycket, vilket resulterar i sug. På liknande sätt, när ett sugrör används för att suga in en vätska i munnen, trycker atmosfärstrycket vätskan genom sugröret längs tryckgradienten.
Ett vanligt semantiskt misstag görs vid olyckor med rymdskepp eller flygplan där föremål blåses ut ur kabinen vid en okontrollerad dekompression som ofta felaktigt kallas föremål som sugs ut.